# Каменный Овраг (Саратовская область)
Каменный Овраг — исчезнувшее село в Красноармейском районе Саратовской области. Основано как немецкая колония Деготт (нем. Degott) в 1766 году. Исчезло в середине XX века.
Село располагалось у истоков реки Каменка (правый приток реки Карамыш) в 50 км к юго-западу от города Красноармейск.

## Название
Названа по фамилии первого старосты (форштегера). По указу от 26 февраля 1768 года о наименованиях немецких колоний получила официальное название Каменный Овраг.

## История
Основано 18 июля 1766 года вызывателем Дебофом. Первые поселенцы - 14 семей, выходцы из Любека, Трира и Эльзаса. Колония входила в состав Сосновского колонистского округа, а после 1871 года Сосновской волости (позже вошло в состав Лесно-Карамышской волости) Камышинского уезда Саратовской губернии
Село относилось к католическому приходу Шукк. Первая церковь была построена в 1805 году; затем церковь в селе отстраивалась заново в 1832, 1870 и 1902 годах. В 1860-61 годах 33 жителя выехало в колонию Мариенфельд, в 1886 году 2 семьи эмигрировали в Америку.
Население края существенно сократилось вследствие массового голода в Поволжье: в 1921 году родились 36 человек,  умерло – 45.
В советский период – в составе Верхне-Карамышского района Голо-Карамышского уезда Трудовой коммуны (Области) немцев Поволжья, а с 1922 года – Медведицко-Крестово-Буерачного (с 1927 года Франкского) кантона АССР НП. Позднее передано в состав Каменского кантона. Административный центр Деготтского сельского совета (село Каменный Овраг официально переименовано в село Деготт в 1927 году). По состоянию на 1926 год в селе имелась кооперативная лавка, действовала начальная школа.
В сентябре 1941 года немецкое население депортировано в Сибирь и Казахстан.

## Население
Динамика численности населения по годам:
| 1766 | 1773 | 1788 | 1798 | 1816 | 1834 | 1850 | 1859 | 1886 | 1894 | 1911 | 1920 | 1922 | 1926 | 1931 |
| ---- | ---- | ---- | ---- | ---- | ---- | ---- | ---- | ---- | ---- | ---- | ---- | ---- | ---- | ---- |
| 34   | 50   | 48   | 78   | 70   | 166  | 228  | 263  | 379  | 421  | 576  | 543  | 456  | 518  | 615  |

В 1931 году 100 % населения села составляли немцы